# 후나키촌 (히로시마현)
후나키촌(일본어: 船木村)은 일본 히로시마현 도요타군에 있던 촌이다. 현재의 미하라시의 일부에 해당한다.